# Craon (Mayenne)
Craon è un comune francese di 4 801 abitanti situato nel dipartimento della Mayenne nella regione dei Paesi della Loira.

## Note

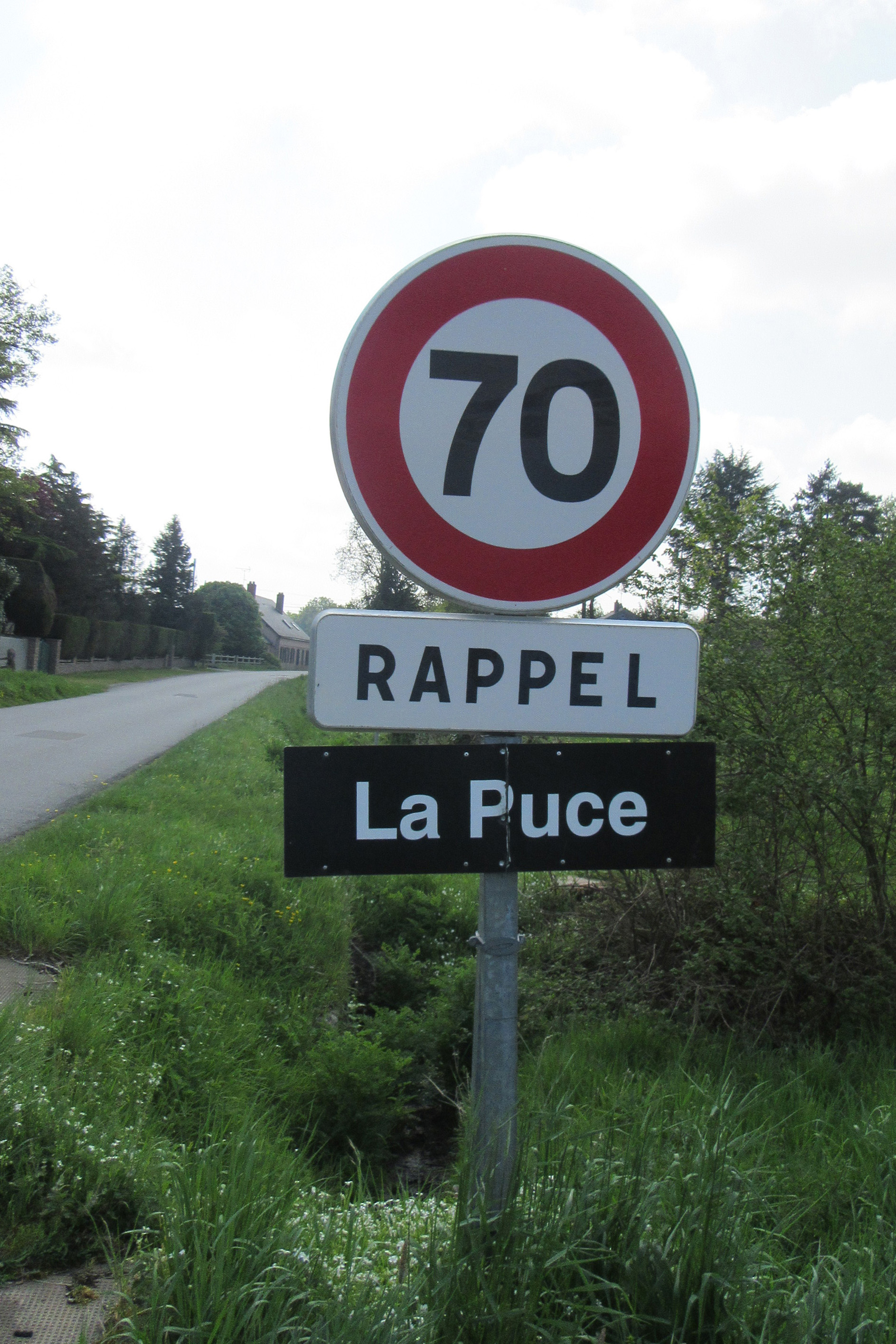
Entrata del villaggio di La Puce.

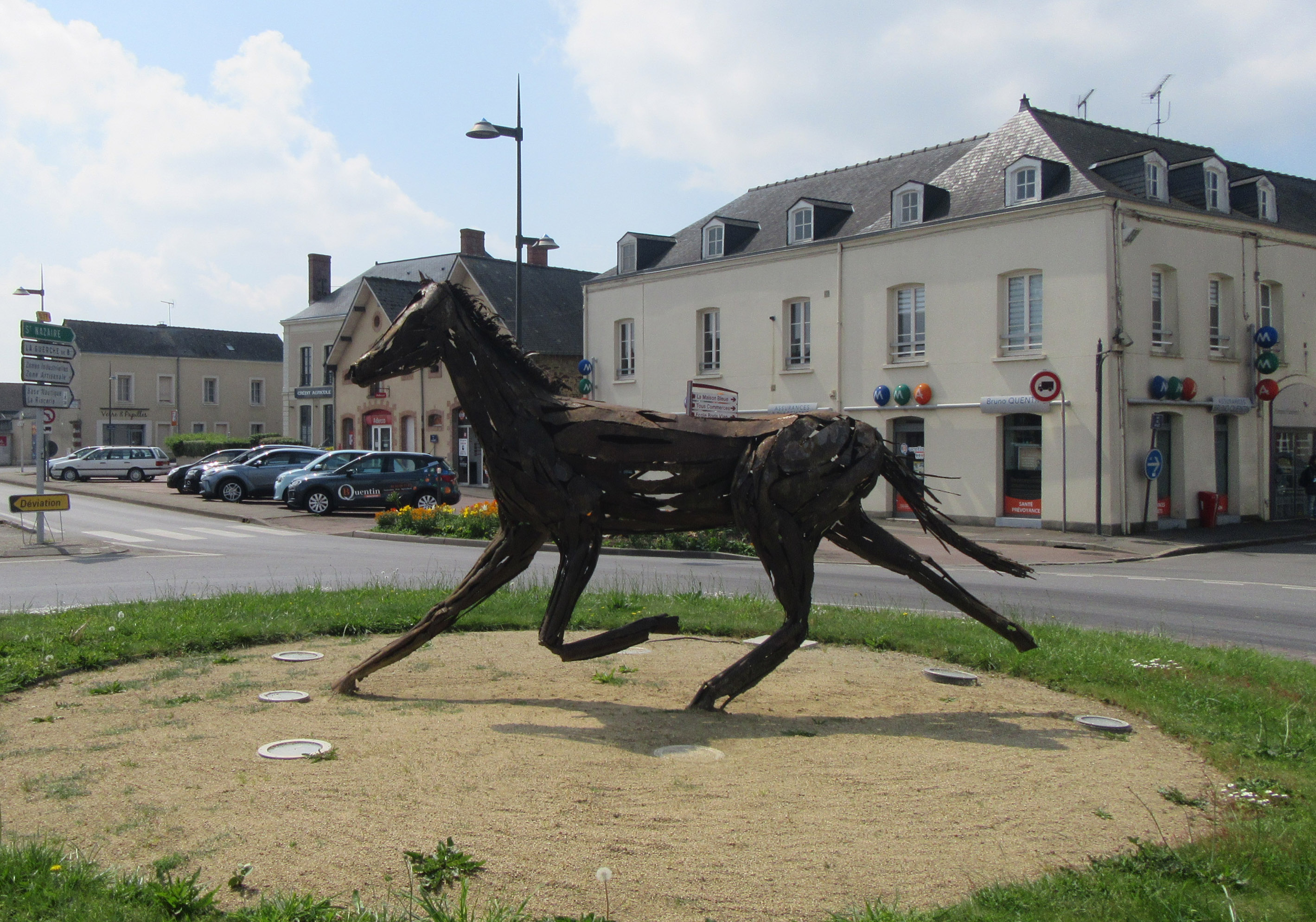
Monumento all'incrocio delle strade D771 e D22.

## Società

### Evoluzione demografica
Abitanti censiti